# Pelathousa
Pelathousa (griechisch Πελαθούσα, türkisch Karaağaç) ist eine Gemeinde im Bezirk Paphos in der Republik Zypern. Bei der Volkszählung im Jahr 2021 hatte sie 53 Einwohner.
Auf Gemeindegebiet, südwestlich des Dorfes Pelathousa, liegt die verlassene Siedlung Mirmikofou.

## Name
Für die Herkunft des Ortsnamens gibt es zwei Versionen: Erstere besagt, dass er vom Behaarten Dornginster, dem Aspalathos, stammt. Aspalathousa bedeutet das mit solchen Büschen bewachsene Gebiet. Die andere besagt, dass er aus dem bekannten Beinamen Melanthios stammt, mit dem Apollon in der Antike verehrt wurde (gemäß Inschriften in Amargeti). Daraus wurde der Name Melanthousa, von dem das heutige Pelathousa stammt. 1958 nahmen die Zyperntürken den alternativen Namen Karaağaç an, was so viel wie „schwarzer Baum“ bedeutet.

## Lage und Umgebung

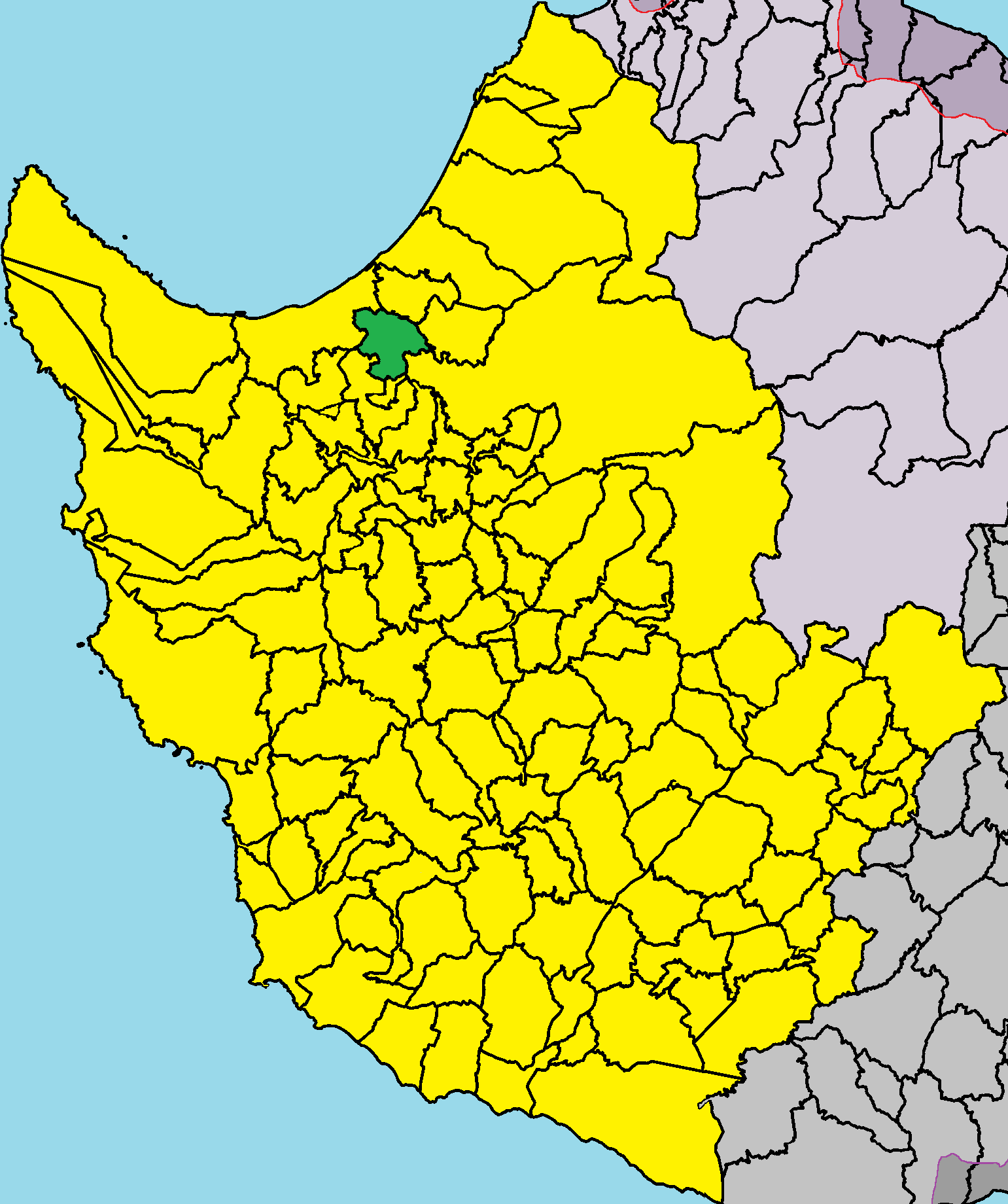
Lage im Bezirk Paphos

Pelathousa liegt im Westen der Mittelmeerinsel Zypern auf einer Höhe von etwa 270 Metern, etwa 38 Kilometer nördlich von Paphos, 100 Kilometer nordwestlich von Limassol und 130 Kilometer westlich von Nikosia. Das 7,2282 Quadratkilometer große Dorf grenzt im Norden an Makounda, im Osten an Kynousa und Lysos, im Süden an Agios Isidoros und im Westen an Steni und Polis Chrysochous. Das Dorf kann über die Straße F736 erreicht werden.
Die durchschnittliche jährliche Niederschlagsmenge beträgt etwa 530 Millimeter. In der Umgebung werden Johannisbrot, Gerste, Heilpflanzen, Bohnen, Oliven und einige Weinreben angebaut. Es gibt auch unbebaute Gebiete mit einer vielfältigen natürlichen Vegetation. Geologisch betrachtet wird das Gemeindegebiet von den Sedimenten der Terrassen, den Ablagerungen der Nikosia-Formation (Kalksandsteine, Gerölle und Sandsteinmergel), den kontinentalen Kalksteinen der Koronia-Formation, den Ablagerungen der Kannavio-Formation (Bentonite und Sandsteine), den kontinentalen Kalksteinen der Terra-Formation, den jüngsten alluvialen Ablagerungen des Holozäns und den Laven dominiert.

## Geschichte
Das Gebiet Pelathousas war seit der Antike besiedelt. Dort gibt es eine archäologische Stätte, die mit dem antiken Königreich Marion und auch mit den reichen Kupferminen der Gegend in Zusammenhang stehen. George Jeffery spricht von Hinweisen auf die Existenz antiker Siedlungen von Kupferbergleuten, die er damals gesehen hatte, während früher David George Hogarth auch antike Gräber und andere Orte rund um Pelathousa erwähnt. Der Ort Pelathousa existierte seit dem Mittelalter unter demselben Namen. Auf alten Karten ist es als Pelatusa markiert. Während der fränkischen Zeit war es zeitweise königlicher Besitz. 1458 wurde es von König Jakob II. seiner Mutter, Marietta von Patras, als Lehen verliehen.
Das Bergwerk von Limni (nordöstlich des Dorfes) wurde in der Antike in großem Umfang zur Kupferproduktion genutzt. Die Produktion und der Export von Kupfererz begannen im Jahr 1937 und der Betrieb wurde bis 1979 fortgesetzt, als die Mine aufgrund der Erschöpfung der Reserven geschlossen und aufgegeben wurde.

### Bevölkerungsentwicklung
Das Dorf war von 1963 bis 1975 eine wichtige türkisch-zyprische Enklave und wurde dadurch zu einem Aufnahmezentrum für Zyperntürken. Es war eines der fünf Paphos-Dörfer, die sich 1974 weigerten, sich den zyperngriechischen Streitkräften zu ergeben. Am 27. August 1975 wurden die Bewohner Pelathousas unter UNFICYP-Eskorte evakuiert und in den Norden der Insel gebracht. Nach dem Abzug der Zyperntürken wurde eine kleine Anzahl vertriebener Zyperngriechen aus dem Norden nach Pelathousa umgesiedelt.
Die folgende Tabelle zeigt die Bevölkerung des Dorfes, wie sie in den in Zypern durchgeführten Volkszählungen erfasst wurde.
| Jahr      | 1881 | 1891 | 1901 | 1911 | 1921 | 1931 | 1946 | 1960 | 1976 | 1982 | 1992 | 2001 | 2011 | 2021 |
| Einwohner | 153  | 185  | 203  | 195  | 204  | 230  | 277  | 348  | 65   | 58   | 44   | 49   | 57   | 53   |